# Rio Tambre
O rio Tambre é um curso fluvial galego, pertencente à vertente atlântica e declarado lugar de importância comunitária (LIC) em 2001.
Nasce na paróquia de Porta, em Sobrado, leva direção geral SO e desemboca na ría de Muros e Noia pela enseada de Langaño. Tem um percurso de 125 km, e percorre os concelhos de Sobrado, Curtis, Vilasantar, Boimorto, Mesía, Frades, Arzúa, O Pino, Oroso, Ordes, Trazo, Tordoia, Santiago, Val do Dubra, Ames, A Baña, Brión, Negreira, Outes, Mazaricos, Noia e Lousame. A sua bacia estende-se por 1531 km².
O rio Tambre conta com uma rica fauna nos seus arredores. Na zona de Portomouro (onde se juntam o Tambre e o Dubra) podem-se encontrar numerosos animais de todo tipo em estado selvagem (garças, patos, corujas, lontras etc.). Na água abundam as trutas, os escalos e inclusive enguias. Noutros tempos havia lampreias e salmões, porém desapareceram depois da construção de represas entre Portomouro e a desembocadura.
O rio tem cinco represas, na atualidade pertencentes a Unión Fenosa: represa de Fecha (Santiago de Compostela), represa de Mezondo (Vilasantar), represa do Tambre (Brión) e as represas do Tambre I e II (Noia). Na década de 1920 construiu-se em Noia a primeira grande central hidroelétrica galega, promovida pela Sociedade Galega de Electricidade, com edifício desenhado por Antonio Palacios.
Os seus principais afluentes são o Dubra, o Barcala e mais o rio Maruzo.
O rio Tambre dá nome ao condado de Trastâmara (Trans Tameris) e ao grupo musical de Noia Los Tamara.

## Galeria de imagens

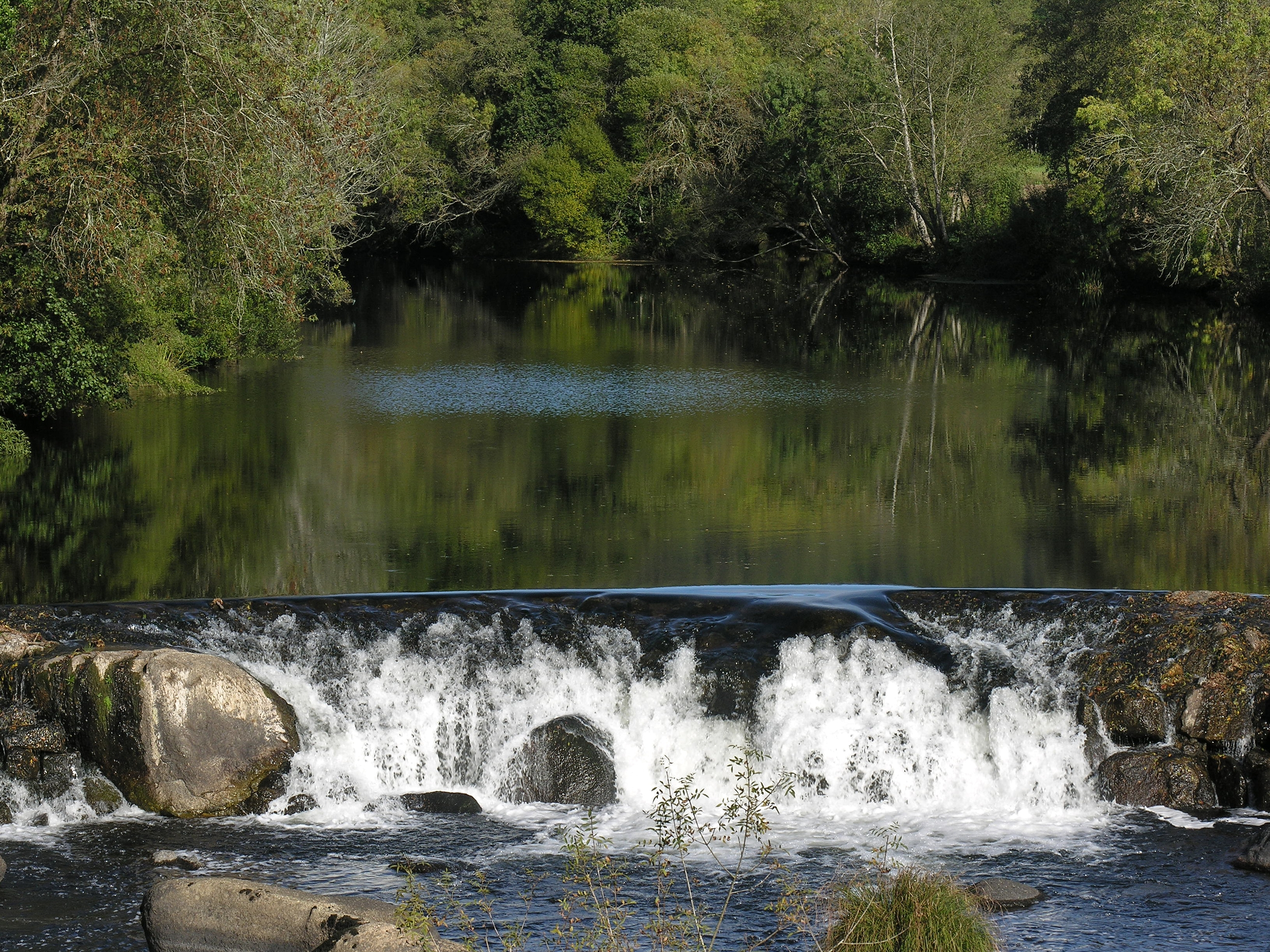
Entre Ponte Maceira, Portor, Negreira e Agrón (Ames)
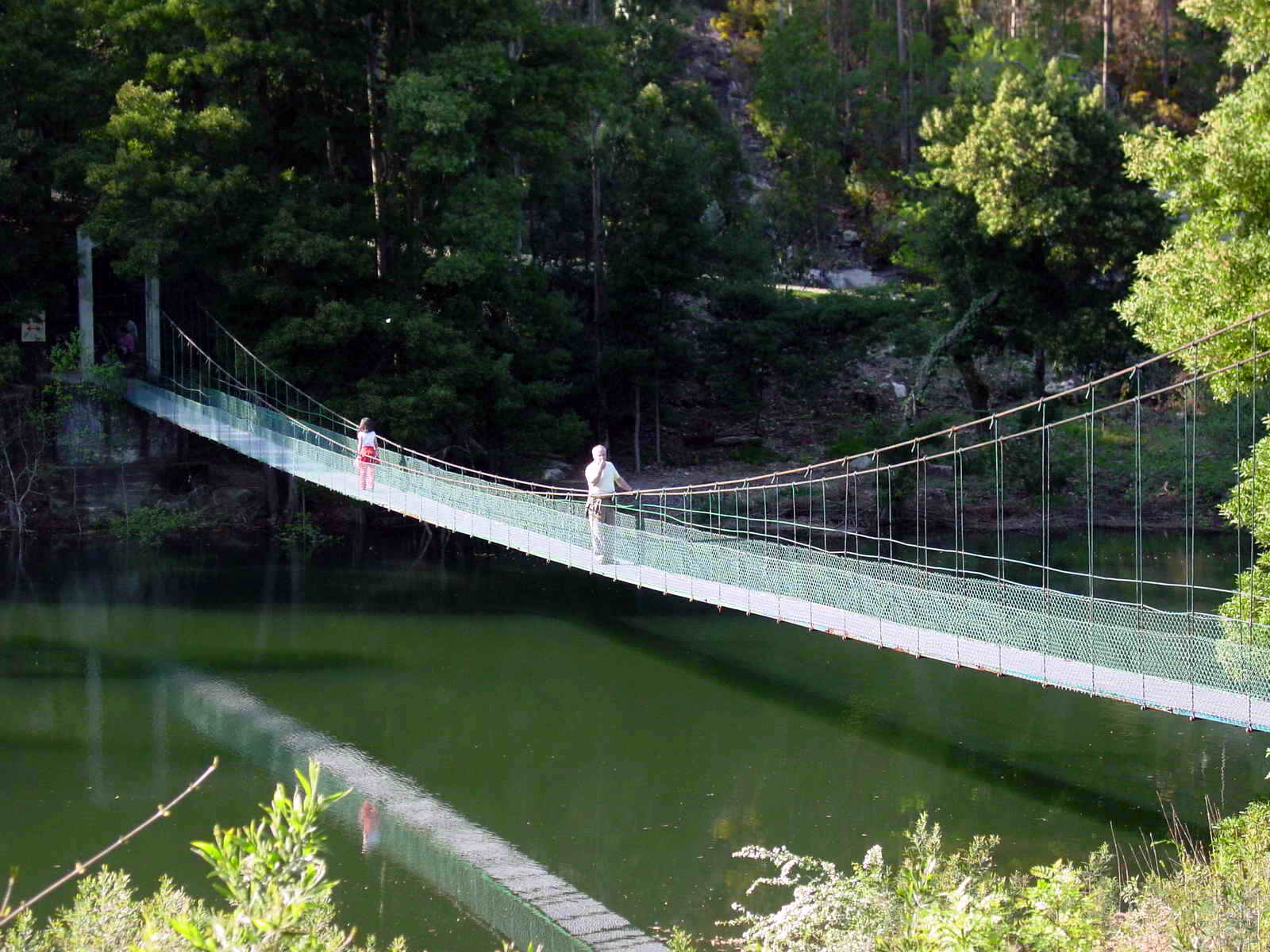
Ponte no concelho de Noia
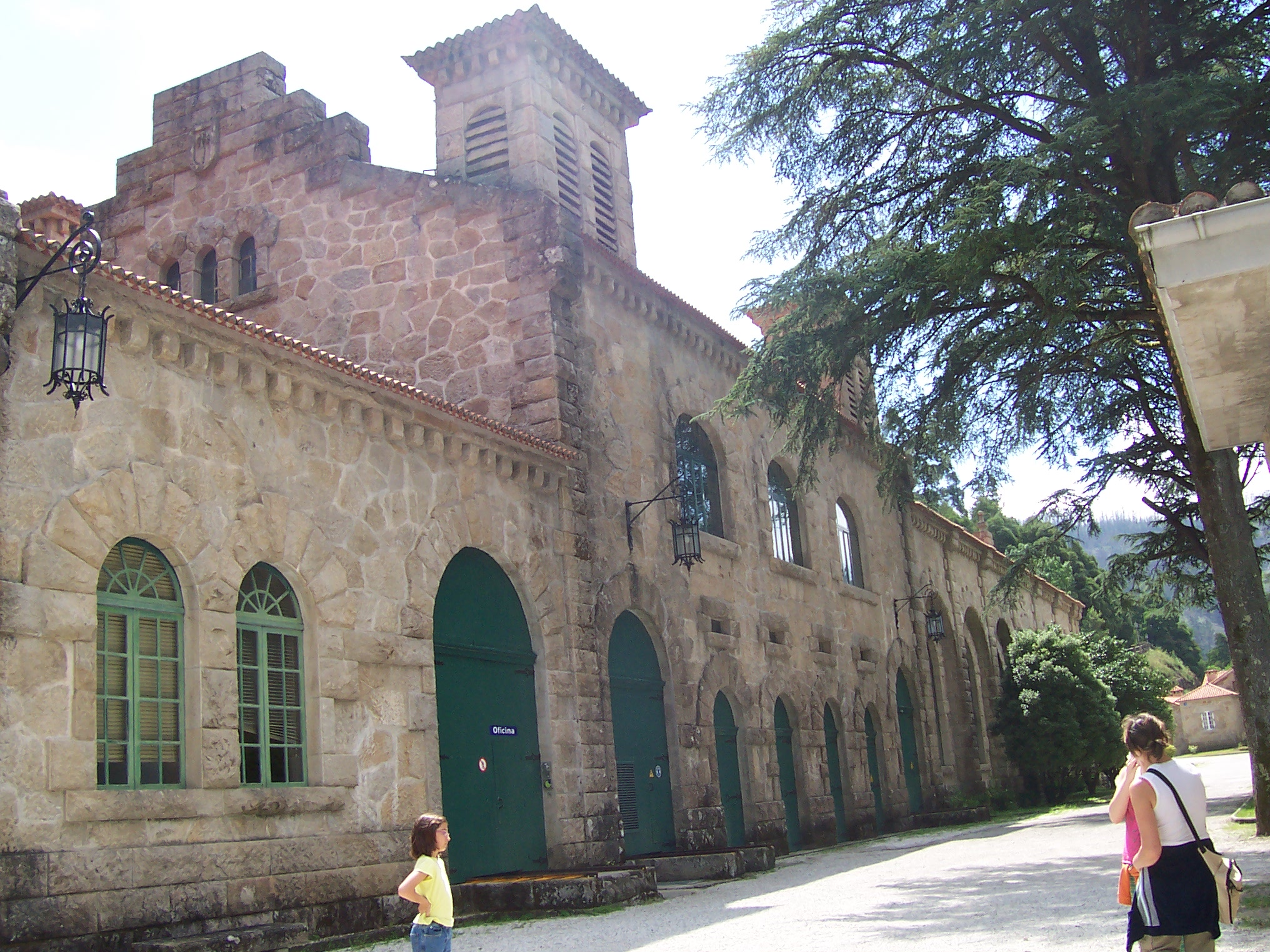
Central hidroelétrica do Tambre